# Hein Keijser
Hein Jan Keijser (Rotterdam, 4 augustus 1994) is een Nederlands radiodiskjockey.

## Loopbaan
Keijser behaalde in 2017 een diploma Bachelor Communicatie & Informatiewetenschappen aan de Vrije Universiteit Amsterdam. Hierna ging hij achter de schermen aan de slag voor bij Mark + Ramon, de toenmalige middagshow van 3FM.
Hij groeide door binnen de publieke zender en presenteert sinds januari 2021 voor BNNVARA, het nachtprogramma Hein. Sinds 2022 presenteert Keijser verschillende podcasts van De Telegraaf en is hij te zien in video's van de nieuwsdienst.

## Persoonlijk
- Hein is de broer van roeier Marieke Keijser.